# Frederic Wandres
Frederic Wandres (Kehl, 25 de março de 1987) é um ginete alemão, campeão olímpico.

## Carreira
Ele competiu no Campeonato Mundial FEI de 2022 em Herning, onde ganhou uma medalha de bronze por equipe com a equipe alemã. Wandres competiu em vários Campeonatos Mundiais para Cavalos Jovens de Adestramento, nos quais ganhou uma medalha de ouro em 2019. Ele também estava na longa lista para os Jogos Olímpicos de 2020 em Tóquio pela equipe alemã.
Ele começou como aluno cavaleiro na Hof Kasselmann em 2007, e mais tarde se tornou cavaleiro estável. Ele educou e competiu com vários cavalos jovens até o Grand Prix. Wandres é abertamente gay.
Nos Jogos Olímpicos de 2024, ele fez parte da equipe alemã de adestramento que conquistou o ouro por equipe. Ele terminou em 13º na final individual.